# Congé-sur-Orne
Congé-sur-Orne é uma comuna francesa na região administrativa do País do Loire, no departamento de Sarthe. Estende-se por uma área de 11.2 km². Em 2010 a comuna tinha 349 habitantes (densidade: 31,2 hab./km²).